# Rick Flens

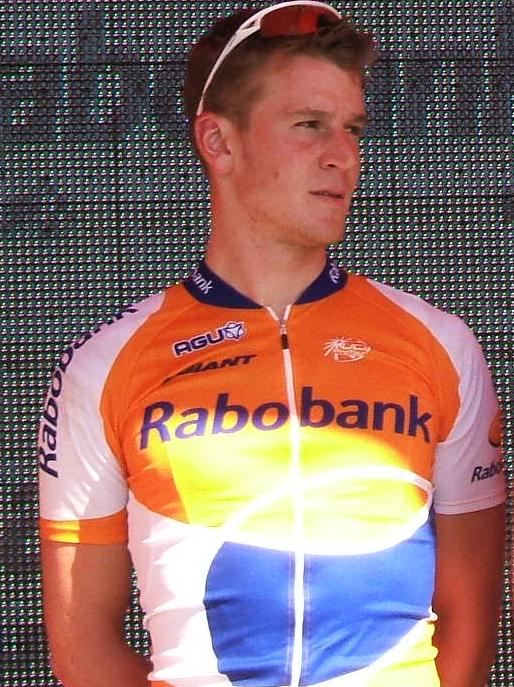
Rick Flens bei der Tour Down Under 2009

Rick Flens (* 11. April 1983) ist ein ehemaliger niederländischer Radrennfahrer.

## Karriere
Rick Flens begann seine Karriere 2003 bei dem niederländischen Radsport-Team Van Vliet-EBH-Gazelle. Gleich in seinem ersten Jahr gewann er das OZ Wielerweekend. Zwei Jahre später siegte er nach einem Etappensieg erneut. Außerdem gewann er die Ronde van Zuid-Holland. 2006 wechselte er dann zum Rabobank Continental Team. Er holte Etappensiege bei der Olympia’s Tour, der Ronde van Vlaams-Brabant und zuletzt bei der Tour du Poitou-Charentes.
Ab der Saison 2007 wird ging Flens er für die Profi-Mannschaft von Rabobank an den Start. Im selben Jahr gewann er eine Etappe der Dänemark-Rundfahrt, 2010 belegte er Platz zwei bei Kuurne–Brüssel–Kuurne und 2011 gewann er mit seinem Team das Mannschaftszeitfahren des Rennens Tirreno–Adriatico.
Viermal ging Flens beim Giro d’Italia an den Start, konnte sich aber bei keiner Teilnahme unter den besten 100 platzieren.
Ende 2015 beendete Flens seine Radsportlaufbahn.

## Erfolge
2006
- eine Etappe Olympia’s Tour
- eine Etappe Tour du Poitou Charentes

2007
- eine Etappe Dänemark-Rundfahrt

2010
- 2. Platz Kuurne–Brüssel–Kuurne

2011
- Mannschaftszeitfahren Tirreno–Adriatico

## Grand-Tour-Platzierungen
| Grand Tour            | 2010 | 2011 | 2012 | 2013 | 2014 | 2015 |
| --------------------- | ---- | ---- | ---- | ---- | ---- | ---- |
| Giro d’ItaliaGiro     | 135  | 155  | –    | –    | 132  | 144  |
| Tour de FranceTour    | –    | –    | –    | –    | –    | –    |
| Vuelta a EspañaVuelta | –    | –    | –    | –    | –    | –    |

## Teams
- 2003 Van Vliet-EBH-Gazelle
- 2004 Van Vliet-EBH Advocaten
- 2005 Van Vliet-EBH Advocaten
- 2006 Rabobank Continental
- 2007 Rabobank
- 2008 Rabobank
- 2009 Rabobank
- 2010 Rabobank
- 2011 Rabobank Cycling Team
- 2012 Rabobank Cycling Team
- 2013 Belkin-Pro Cycling Team/Blanco Pro Cycling
- 2014 Belkin-Pro Cycling Team
- 2015 Team Lotto NL-Jumbo